# Jan Bohuslav Miltner
Jan Bohuslav Miltner (31. března 1841 Smečno – 31. ledna 1887 Praha) byl český středoškolský profesor a historik.

## Život
Pocházel z rodiny vrchního správce panství Smečno Františka Karla Miltnera, amatérského archeologa, numismatika a sběratele umění. Pravděpodobně jeho strýcem byl c.k. úředník a konzervátor Jindřich Otakar Miltner.
Studoval nejprve na gymnáziu na Malé Straně v Praze a na gymnáziu v Písku. Po maturitě pokračoval na pražské univerzitě. Po získání kvalifikace vyučoval na gymnáziích v Klatovech, Českých Budějovicích, Hradci Králové a od roku 1884 na pražském akademickém gymnasiu. V roce 1886 onemocněl zánětem ledvin a následujícího roku zemřel. By pohřben na Olšanských hřbitovech.
Jeho manželství s Ludovikou, rozenou Glatzovou (* 1850) bylo bezdětné.

## Dílo
Vedle učitelských povinností se věnoval archeologii a historii. Přispíval odbornými články do časopisu Památky archeologické (např. Nálezy archeologické v Písku, Příspěvky životopisné), v letech 1885–1886 byl jeho redaktorem, stačil připravit jen XIII. ročník, než ho nemoc odvolala. Do Sborníku historického přispěl textem o českých ženách do XV. století.
Byl dopisujícím členem Archeologického sboru českého muzea, stejně jako jeho otec i strýc Jindřich Otakar (dobrovolný konzervátor, kteří v letech 1849–1858 předávali smečenské i jihočeské artefakty do muzejních sbírek). Napsal také knihy Hrabě Kaplíř, obránce Vídně proti Turkům r. 1683 a Účast Čechů v obraně Vídně proti Turkům roku 1529, v nichž připomněl pozapomenuté zásluhy našich předků na obou historických událostech.